# En un pays aux couleurs claires
En un pays aux couleurs claires (In a Land of Clear Colours) est une nouvelle de science-fiction écrite par Robert Sheckley, publiée en 1976, dans le recueil New Constellations.

## Publications

### Publications aux États-Unis
La nouvelle a été publiée pour la première fois aux États-Unis en 1976, dans le recueil New Constellations.

### Publications en France
La nouvelle a été publiée en France dans l'anthologie Douces Illusions (p. 211 à 267), parue en 1978. Le recueil a fait l'objet d'une réédition en 1987.

## Résumé
Goldstein est un explorateur spatial, envoyé par les Terriens pour découvrir de nouvelles planètes. Il arrive sur la planète Kaldor V, peuplée d'extraterrestres humanoïdes. 
Il y est très bien accueilli et considéré, en tant que non-Kaldorien, comme une « œuvre d'art vivante ». Pris en charge, nourri, logé, il s'intègre très bien dans la société kaldorienne. Il noue une liaison sentimentale avec Lanea, puis fait partie d'un clan communautaire, basé sur des relations d'affection et des relations sexuelles. Le Clan, outre Golstein et sa compagne Lanea, est composé de Doerniche, Grandinang, Pan Wolfing, Eliaming, et de leurs épouses respectives. La vie sur Kaldor est rythmée par des Métamorphoses assez mystérieuses, sur lesquelles les Kaldoriens sont discrets. Il découvre que les fleurs peuvent parler entre elles, et que les Kaldoriens, s'ils sont omnivores, répugnent à consommer de la viande. Goldstein passe deux Métamorphoses en compagnie de ses amis. Il sent que lui-aussi change physiquement et mentalement. 
Le Clan se dirige alors vers une montagne sacrée où doit avoir lieu la Dernière Métamorphose, qui marquera la dissolution du Clan. Après que ses amis lui eurent dit adieu, la Métamorphose commence, dont Goldstein est exclu puisqu'il n'est pas Kaldorien. Ses amis se transforment en animaux (lapins, oiseaux, etc). Il reste seul, en espérant que ses amis se métamorphoseront et qu'il les reverra dans quelques mois.